# Вроцишув
Вроцишув (пол. Wrociszów, нім. Heinzendorf) — село в Польщі, у гміні Нова Суль Новосольського повіту Любуського воєводства.
Населення — 276 осіб (2011).
У 1975-1998 роках село належало до Зеленогурського воєводства.

## Демографія
Демографічна структура станом на 31 березня 2011 року:
|          | Загалом | Допрацездатний вік | Працездатний вік | Постпрацездатний вік |
| -------- | ------- | ------------------ | ---------------- | -------------------- |
| Чоловіки | 141     | 29                 | 106              | 6                    |
| Жінки    | 135     | 22                 | 82               | 31                   |
| Разом    | 276     | 51                 | 188              | 37                   |